# Антисемитизам на Олимпијским играма
Модерне Олимпијске игре или Олимпијске игре су водећи међународни спортски догађаји који обухватају летња и зимска спортска такмичења у којима хиљаде спортиста из целог света учествују у разним такмичењима. Олимпијске игре се сматрају најважнијим светским спортским такмичењем у којем учествује више од 200 земаља. Олимпијске игре се одржавају сваке четири године, а Летње и Зимске игре се смењују сваке четири године, али у размаку од две године. На Олимпијским играма било је, упркос њиховом приступу „миру кроз спорт“, навода о антисемитизму, посебно на догађајима у Минхену 1972, који су се завршили смрћу једанаест израелских спортиста. Прва званична комеморација од стране Међународног олимпијског комитета у знак обележавања овог догађаја била је 2016. године.

## Олимпијске игре

### Берлин – 1936.
- Летње олимпијске игре 1936, одржане у Берлину, у Немачкој, убрзо након доласка Адолфа Хитлера на власт, су у приступу и организацији имале расној дискриминацији.[3] Јеврејима је забрањено настаупање за немачки тим. Критичари су тврдили да је Хитлер користио олимпијску позорницу да пропагира сопствене политичке идеологије. Хитлер је такође био жестоко критикован због свог расистичког става према јеврејским учесницима игара. Признајући да је Хитлер искористио Олимпијске игре у политичке сврхе, бројне организације и водећи политичари позвали су на бојкот игара.[3]

### Минхен – 1972.
- Током Летњих олимпијских игара 1972. у Минхену, Западна Немачка, једанаест чланова израелског олимпијског тима је узела за таоце палестинска терористичка група Црни септембар која их је на крају убила заједно са немачким полицајцем.[4][5][6] Убрзо након што је криза почела, тражили су да се 234 затвореника у израелснким затворима и оснивачи Црвене армије под контролом Немачке (Андреас Бадер и Улрике Мајнхоф) ослободе.[7][8] Напад је мотивисан секуларним национализмом, а командант терористичке групе Лутиф Афиф тврдио је да је дете јеврејских и хришћанских родитеља.[9] Немачки неонацисти су нападачима пружили логистичку помоћ.[10] Полицајци су убили пет од осам припадника Црног септембра током неуспелог покушаја спасавања. Заробили су тројицу преживелих, које је Западна Немачка касније ослободила након отимања авиона 615 Луфтханзе у октобру. Мосад је на ослобађање одговорио израелским нападом на Либан 1973. и операцијом Гнев Божји, проналазећи и убијајући Палестинце осумњичене за умешаност у масакр. Дана 3. августа 2016, два дана пре почетка Летњих олимпијских игара 2016, Међународни олимпијски комитет је по први пут званично одао почаст једанаесторици убијених Израелаца.[11]

### Москва - 1980.
- Израел је био једна од земаља која је бојкотовала Олимпијске игре у Москви у знак протеста против совјетске инвазије на Авганистан, али и због перципиране совјетске антисемитске и антиизраелске политике.[12]

### Атина – 2004.
- Ирански џудиста Араш Миресмаили требало је да се бори против Израелца Ехуда Вакса, али је дисквалификован због прекорачења дозвољене тежине. Да би избегао имплицитно признање Израела, Иран забрањује својим спортистима да се такмиче против израелских спортиста. Портпарол Иранског националног олимпијског комитета рекао је да је иранска општа политика да се не суочава са израелским спортистима. Добио је јавну похвалу иранске владе.[13] У уводнику, The Jerusalem Post је писао да се Миресмаеили дисквалификовао и навео да је то антисемитски инцидент.[14]

### Лондон - 2012.
- На церемонији сећања на 11 израелских спортиста и тренера који су погинули на Летњим олимпијским играма 1972. године, високи званичник ОИ Жак Рог наишао је на критике због одбијања да се ода почаст мртвима минутом ћутања на церемонији отварања у Лондону 2012.[15] Уместо тога, недељу дана пре званичног отварања Игара, Рог је одржао минут ћутања током мање церемоније у олимпијском селу.[16]

### Рио де Жанеиро - 2016.
- Либански олимпијци одбили су да се возе аутобусом са израелским спортистима да би стигли на церемонију отварања Летњих олимпијских игара 2016.[17] Када је израелска делегација спортиста и тренера покушала да се укрца у аутобус за стадион Маракана, шеф либанске делегације је блокирао улаз.[18]

### Пјонгчанг - 2018.
- IBSF је за антисемитизам оптужио израелски спортиста који је тврдио да је званичник који је дисквалификовао део опреме своју одлуку објаснио са „ви људи доносите сва правила, али не данас“.[19]